# Gordon Liu
Gordon Liu (Foshan, 22 agosto 1951) è un attore e artista marziale cinese.

## Biografia
Liu nacque nella provincia cinese di Guangdong con il nome di Sin Kam Hei, figlio di un facoltoso uomo d'affari che avrebbe voluto avviarlo al commercio. Ma il destino ne farà il fratello adottivo del regista, coreografo ed attore Lau Kar-leung, anche questi famoso per i film diretti per i fratelli Shaw. Proprio come il fratello, Liu è un praticante dell'Hung Gar, uno degli stili delle arti marziali cinesi più diffusi ad Hong Kong, di cui non è però "sifu" (maestro), cioè non lo insegna, diversamente da suo fratello, dichiarandosene solo amante e studioso. Lau Kar-leung (o anche Liu Chia-liang) lo nota mentre Gordon sta lavorando in un ufficio, lo adotta come suo discepolo ed in seguito lo lancia come suo attore-feticcio. Come è d'uso nell'ambiente del kung-fu e del cinema di Hong Kong, il regista da il proprio nome di famiglia, Lau Kar, al giovane attore, chiamandolo quindi Lau Kar-fai. Lau Kar-leung ha anche un altro fratello consanguineo, Lau Ka-wing (Liu Chia-yung), anch'egli regista e coreografo molto apprezzato in patria.
Con il nome d'arte di Lau Kar-fai, il novello attore raggiunge la notorietà internazionale grazie ad una fortunata serie di film ispirati alle vicende del monastero Shaolin. Con personaggi come San Te in 36th Chamber of Shaolin (1978), diviene un divo del genere, unendo le arti marziali ad un'alta dose di patriottismo. Il look con la testa rasata lo accompagnerà per tutta la carriera, procurandogli anche qualche piccolo incidente in famiglia (un giorno si presenta a casa con un parrucchino e sua moglie, che non lo riconosce, non lo fa entrare).
Gira circa 200 film tra cinema e serial-tv, si sposa due volte, ha quattro figli, e due volte divorzia. Più tardi l'attore conoscerà nuova fama grazie al regista Quentin Tarantino, che lo sceglie per il suo Kill Bill. Il regista vuole creare un film citazionistico servendosi di attori famosi del genere, e Liu è perfetto per questo. In Kill Bill: Volume 2 interpreta il ruolo di Pai Mei e in Kill Bill: Volume 1 quello di Johnny Mo, il capo degli 88 folli, l'esercito personale di O-Ren Ishii (indossa una mascherina nera che cita Kato, il personaggio de Il calabrone verde interpretato da Bruce Lee). Nel 2007 partecipa come se stesso al documentario L'urlo di Chen terrorizza ancora l'occidente - Dragonland, di Lorenzo De Luca, assieme a Lau Kar-leung. Nel 2009 compie il suo primo viaggio a Roma per il lancio del documentario e partecipa anche come ospite a uno show televisivo della Rai, dove riceve un premio. Nel 2011 un ictus lo coglie durante un'esibizione di Kung-Fu a Sofia, lasciandolo parzialmente paralizzato e dando il via ad un lungo recupero ancor oggi in corso.

## Filmografia parziale
- 5 Shaolin Masters (1974)
- Shaolin Martial Arts (1974)
- L'inferno dei mongoli (1975)
- 36ª camera dello Shaolin (1978)
- Shaolin sfida Ninja (1979)
- Ritorno alla 36ª camera (1980)
- Il clan del Loto Bianco (1980)
- Shaolin e Wu Tang (1981)
- I discepoli della 36ª camera (1985)
- Kill Bill: Volume 1, regia di Quentin Tarantino (2003)
- Kill Bill: Volume 2, regia di Quentin Tarantino (2004)
- Shaolin contro i mostri diabolici (Shao Lin jiang shi) (2004)
- L'urlo di Chen terrorizza ancora l'occidente - Dragonland (2008)
- True Legend (2010)
- Flying Swords of Dragon Gate (2011)
- L'uomo con i pugni di ferro (2012)